# Mësonjëtorja
La Mësonjëtorja o Escuela Albanesa fue la primera escuela secular en lengua albanesa en la Albania otomana. Fue inaugurada en Korçë durante el período otomano tardío. El edificio de la escuela funciona en la actualidad como museo y está ubicado en el lado norte del Bulevardi Shën Gjergji (Bulevar de San Jorge).
La apertura de la escuela fue el resultado del desarrollo del Movimiento Nacional Albanés, que tenía como objetivo crear una Albania independiente y asegurar los derechos negados al pueblo albanés dentro del Imperio Otomano. Entre otras cosas, la Mësonjëtorja fue un importante centro de educación cultural y patriótica. La importancia de la escuela aumentó porque hasta entonces las clases en lengua albanesa se impartían en privado y en secreto debido al dominio otomano. La escuela abrió sus puertas el 7 de marzo de 1887 y desde entonces los albaneses celebran el día como el "Día de los Maestros".
En las fuentes griegas, los esfuerzos albaneses por crear una escuela albanesa se presentan como un fracaso, debido a la débil demanda y la financiación limitada. Sin embargo, Michael Palairet señala que la interferencia griega fue la que socavó la escuela. Sin embargo, la Mësonjëtorja tiene el mérito de haber sido la primera escuela albanesa que se fundó, y el edificio de Korçë (o una reproducción del mismo) funciona ahora como museo. La escuela se mantuvo abierta hasta 1902, bajo la dirección de los maestros Naum y Leonidas Natcha, pero, cuando éstos, a instancias del clero griego, fueron encarcelados como traidores a las autoridades otomanas, y su escuela fue destruida y vandalizada. También en Korçë, pero en 1889, se fundó una escuela protestante de inspiración estadounidense, pero tuvo que luchar frente a presiones similares.